# Marin-Adrănel Cotescu
Marin-Adrănel Cotescu (n. 9 iulie 1953

) este un senator român, ales în 2012. 